# Памятник Богдану Хмельницкому (Хмельницкий)
Памятник Богдану Хмельницкому в городе Хмельницкий (Украина) (укр. Па́м‘ятник Богда́ну Миха́йловичу Хмельни́цькому в м. Хмельни́цький). Работа скульптора В. Борисенко и архитектора М. Копыла. Установлен в 1993 году напротив городской филармонии, рядом со зданием Хмельницкой областной госадминистрации.
Четвертый по счету и самый большой в г. Хмельницком, городе, названном в честь Богдана Хмельницкого. До 1954 года город носил название Проскуров.
Памятник, установленный в память об Освободительной войне украинского народа 1648—1654 гг. под руководством Богдана Хмельницкого (1595—1657) — полководца и государственного деятеля, знаменитого гетмана Запорожского Войска, организатора и идейного вождя восстания запорожских казаков против владычества Речи Посполитой.
Скульптура всадника получилась очень выразительной и помпезной, однако монумент вызвал дискуссию среди горожан из-за неестественной позы коня и общей диспропорции фигур.